# Christian Balmier
Christian Balmier est un plasticien et documentariste français, né en 1948 à Paris.  
Il s’exprime principalement dans le domaine de l'art postal et a réalisé pour la télévision plusieurs films documentaires à thèmes artistiques. 

## Biographie
Christian Balmier pratique l'art postal depuis le début des années 1980.
Il développe des concepts qui reposent sur le fonctionnement de la chaîne postale.
En hommage à Hergé et à Jacobs, il réalise une série d'envois à des personnages de bandes dessinées qu'il traque dans leurs adresses successives telles qu'elles ont été définies par ces auteurs dans leurs albums. Le voyage postal peut durer plusieurs mois, et les « enveloppes » lui reviennent avec au recto et au verso, toutes les traces de cette vaine recherche de leur destinataire,.
Inventeur du concept de « Mail-Performance » qui implique une participation active des acteurs de la chaîne postale, il poursuit un jeu souvent provocateur, dans lequel ses propres timbres et tampons sont partie intégrante des créations.
Balmier a participé à de nombreuses expositions, comme au New York Coliseum en 1983, au Musée de la Poste de Paris en 1989 pour « Coup d’envoi », au Mail-Art Festival 2003 de Tielrode en Belgique, au Museum of Modern Arts de Budapest en Hongrie en 2007. D'octobre à décembre 2016, il a présenté une exposition retrospective de près de 40 ans de créations à Cavalaire-sur-Mer, France.  
Ses œuvres sont reproduites dans plusieurs ouvrages : 
- "Les enveloppes décorées" - Pierre-Stéphane PROUST (2001)
- "Mail-Art" - Renaud SIEGMANN / Editions Alternatives (2002)[6]
- "A vos vœux, prets, postez" - Galerie Sparts / Paris (2010)
- "La Cartolina Nell’Arte" - Enrico Sturani / Barbieri Editore (2011)
- "Quelques Instants Plus Tard" - Millon / Paris (2013)

## Expositions personnelles et collectives
- C.D.A.A., Barcelone, Espagne, (1980)
- I.C.C., Anvers, Belgique, (1980)
- New-York Coliseum, New-York, États-Unis (Médaille d’argent) (1983)
- Palais des Congrès, Paris, France (1986)
- Galerie Piscolabis, Barcelone, Espagne (1986)
- Musée de la Poste, Paris, France (1989)
- Galerie Piscolabis, Barcelone, Espagne (1989)
- La Forge, Paris, France (1993)
- Espace des Arts, Ch[alons, France (1996)
- Musée de la Poste, Paris, France (2002)
- Mail-Art Festival, Tielrode, Belgique (2003)
- "Mail-Art EXPO", Galerie Dessagières, La Bridoire, France
- "Mail-Art in Paris", Espace Beauregard, Paris, France (Commissaire) (2003)
- "Dessous et Corsets", Viaduc des Arts, Paris, France (2004)
- Art Hall, Paris, France (2005-2006)
- "Parastamps", Museum of Modern Arts, Budapest, Hongrie (2007)
- “Mail-Art Stories”, Studio 28, Paris, France (2007)[7]
- “Ciao Paolina”, Bau-Fluxus, Viareggio, Italie (2007)
- "Mosa Exhibition", Kuala Lumpur, Malaisie (2007)
- "Feast of the History", Bologna, Italie (2007)
- "The Hat of Maciunas", Viareggio, Italie (2007)
- "Mailartissimi", A.S. Popov Central Museum, St-Petersbourg, Russie (2007)
- "Ultimatum" Bau, Viareggio, Italie (2008)
- "Grusse aus St.Petersburg" Mailartissimo, Galerie MITTE, Dresde, Allemagne (2008)
- "Cocteau, le joli cœur", Centre culturel de Milan, Milan, Italie[8] (2008)
- "Mail-Art 2008 / à demain", Le Sélect, Paris, France (Commissaire) (2008)[9]
- "Mail-Art & Bande Dessinée", Galerie Petits Papiers, Bruxelles, Belgique (2009)
- "Effet dentelle", Calais, France (2010)
- "À vos vœux, prêts, postez !", Galerie Sparts, Paris, France (2010)
- "e-mail Art" galerie TAÏSS - Paris France (2013)
- "Quelques Instants Plus Tard", Paris, Angoulème, Perpignan, France - Bruxelles, Belgique (2012-2013)
- "Mail-Art & Bande Dessinée", Médiathèque de Cavalaire, Cavalaire, France (2016)
- "Voyelles - Hommage à Arthur Rimbaud par 70 artistes majeurs" Florac, France[10] - Casablanca, Maroc[11] - Nice, France[12] - Bruxelles, Belgique (2016-2017)
- "Mail-Art & Bande Dessinée", Florac, France[13] (2017)
- "Mail-Art & Bande Dessinée", Le Phare, Toulon, France[14] (2018)
- "La vie est un film", Nice, France (2019)[15],[16]

## Filmographie
Entre 2001 et 2003, Christian Balmier réalise six films documentaires pour Aqui TV et Clermont Première : 
1. Mail-Art (Drums Production, Aqui TV), 2001[17]
2. Le Parapente - Libre de voler (Drums Production, Aqui TV), 2001[18]
3. Mélodies en sous-sol - Le Grand casting (AMC2 Productions - Clermont Première), 2002[19]
4. Une passion de fer et de feu (AMC2 Productions - Clermont Première), 2003[20]
5. Nos fêtes des cœurs (AMC2 Productions - Clermont Première), 2003[21]
6. Leur monde à eux (AMC2 Productions - Clermont Première), 2003[22]

## Commissaire d'Exposition
Depuis l'année 2003, Christian Balmier s'investit dans l'organisation de manifestations artistiques en tant que commissaire d'exposition : 
- "Mail-Art"[9] (Le Sélect, décembre 2008 / Galerie Sparts, décembre 2010)
- "e-mail Art" (Galerie Taïss, fevrier 2013 - Paris, France)[23]
- "Quelques Instants Plus Tard - Art contemporain et Bande dessinée"[24] (Paris, France – Angouleme, France – Perpignan, France – Bruxelles, Belgique 2012-2013 [25])
- "Voyelles - Hommage à Arthur Rimbaud par 70 artistes majeurs" (Florac, France[10] – Casablanca, Maroc[11] – Nice, France[12] – Bruxelles, Belgique - 2016/2017)

### Sources
- Le «Mail Art» d’avant l’ère mail, sur Libération,  paru en février 2013
- Art contemporain et Bédé, vice versa, sur La Libre, paru en mai 2013
- 36 artistes veulent ressusciter le «mail art», sur Le Figaro, paru décembre 2008
- Petits papiers, grandes ambitions, sur Le Soir, paru en février 2012
- L’art contemporain sort de sa bulle, sur Le JDD, 8 décembre 2012
- Druillet & Di Rosa : "L’argent donne aussi une valeur positive à un art car cela signifie que nous existons", sur ActuaBD, paru le 26 mars 2013